# Antenor de Provença
Antenor fou patrici de Provença vers 696/702-716.
Fou un gran propietari territorial amb control sobre els ingressos eclesiàstics i seculars, fidel als merovingis i distant de l'autoritat dels pipínides o majordoms de palau (origen dels carolingis), adquirint una certa independència segons semblen demostrar les monedes encunyades al seu temps i conegudes pel tresor de Cimiez descobert el 1851 i que tenia 2.294 peces de plata de les quals unes 1500 fetes a Marsella, suposadament encunyades per mostrar la independència de Provença en relació als majordoms de palau i marcades amb el nom o el monograma d'Antenor. El 697 va anar a la cort de Khildebert III el Just quan el rei va refusar la concessió a Drogó de Xampanya les terres que reclamava derivades dels drets de la seva muller. Va confiscar els béns de l'abadia de Saint-Victor a Marsella i va fer cremar els títols; segons el costum de l'època, la confiscació de béns anava seguida del seu repartiment entre els partidaris. És precisament el cartulari de Saint-Victor el que dona la llista de patricis de Provença (Ansedert, Nemfidi, Antenor, Metrà i Abbó de Provença) i parla de la revolta del patrici. La data de la revolta és difícil de precisar. No és clar si la revolta fou una aixecament armat o només una desafecció.
Després del 716 apareix al seu lloc Metrà de Provença (Metranus) 

## Dos Antenor?
Per les monedes trobades, les d'Antenor són de dues classes: les que porten el nom i les que porten el monograma. S'ha suggerit que hi va haver dos patricis amb el mateix nom, potser pare i fill, o que el mateix va exercir el càrrec dues vegades. Però com que el sistema de monograma sembla que es va imposar en temps d'Antenor, podria ser simplement un canvi d'estil de la seva època.